# Muljari
 Muljari  (Megaloptera) red su srednje velikih kukaca s velikom, gotovo vodoravno postavljenom glavom. Poznato je oko 300 vrsta.

## Izgled
Oba para krila sklope pri mirovanju poput krova nad razmjerno kratkim zatkom. Ticala im čini veliki broj jednakih članaka. Oči su im velike i složene. Čeljusti su im snažne, prilagođene žvakanju iako u nekih vrsta odrasli kukci uopće ne jedu. Zadržavaju se u blizini vode.

## Ličinke
Ženke polažu tisuće jaja na biljkama iznad vode. Ličinke muljara žive u vodi. Na zatku imaju uzdušničke škrge. Hrane se drugim vodenim kukcima. Rastu vrlo sporo i potrebno im je nekoliko godina da postanu spremne za kukuljenje.
Kukuljice su im slobodne i pokretne. Snažnim čeljustima se brane od napadača.

## Vrste
Hrvatske vode naseljavaju: obični muljar (Sialis lutaria), Sialis nigripes, Sialis morio i dr.